# 麥唐納山
77°33′S 163°21′E / 77.550°S 163.350°E
麥唐納山是南極洲的山峰，位於維多利亞地，處於英聯邦冰川以東，其中包括海拔高度860米的科爾曼山，現時由南極條約體系管理。